# Форестова пика
Форестова пика (Ochotona forresti) је врста сисара из реда двозубаца и породице пика (Ochotonidae).

## Распрострањење
Врста има станиште у Бутану, Индији, Кини и Мјанмару.

## Станиште
Форестова пика има станиште на копну.

## Угроженост
Ова врста није угрожена, и наведена је као последња брига јер има широко распрострањење.

### Популациони тренд
Популација ове врсте се смањује, судећи по расположивим подацима.